# (9117) Aude
Pour les articles homonymes, voir Aude.
(9117) Aude est un astéroïde de la ceinture principale, découvert le 27 mars 1997, à Martigues, par Didier et Stéphane Morata. Sa désignation provisoire était 1997 FR1. Il a une magnitude absolue de 12,4.